# On the road again (Willie Nelson)
On the road again is een lied dat werd geschreven en gezongen door Willie Nelson. Hij bracht het in 1980 uit op zijn album Honeysuckle rose. Hierop staat filmmuziek voor de gelijknamige film van regisseur Jerry Schatzberg waarin Nelson zelf ook een hoofdrol speelde.
Hij bracht het dat jaar ook uit op een single en had er in verschillende landen een hit mee. In de VS bereikte het meerdere hitlijsten, waaronder op nummer 20 in de Billboard Hot 100 en op nummer 1 in de Hot Country Songs. Zijn lied was dat jaar goed voor een Oscar voor beste originele nummer en een Grammy Award voor beste countrynummer.

## NPO Radio 2 Top 2000
On the road again stond in 2024 voor het eerst in de NPO Radio 2 Top 2000, op plek 1900.

## Uitvoeringen en covers
Nelson bracht het nummer in de loop van de jaren tientallen malen opnieuw uit, zowel op eigen verzamelalbums als op albums samen met andere artiesten.
Daarnaast kwamen er covers van tientallen andere artiesten. Slechts enkele voorbeelden van hen zijn Johnny Cash met Willie Nelson (1998), James Last (1998), Conan O'Brien & The Legally Prohibited Band (2010), Julie Doiron (2010), Robby Longo (2013), Neil Young (2014) en Home Free (2020).